# Ministerstwo Spraw Zagranicznych (Gruzja)
Ministerstwo Spraw Zagranicznych Gruzji (gruz. საქართველოს საგარეო საქმეთა სამინისტრო) – jedno z 19 ministerstw w Gruzji, odpowiadające za prowadzenie polityki zagranicznej. Siedziba ministerstwa znajduje się na ulicy Chitadze, w stolicy kraju – Tbilisi. Początki ministerstwa sięgają 1918 roku, kiedy pierwszy premier Demokratycznej Republiki Gruzji, Noe Żordania, utworzył swój rząd. Obecnie urząd Ministra Spraw Zagranicznych Gruzji sprawuje Micheil Dżanelidze.

## Organizacja
Na czele ministerstwa stoi Minister Spraw Zagranicznych wraz z sześcioma wiceministrami. Ministrowi Spraw Zagranicznych podlegają bezpośrednio:
- Sekretariat Ministra (gruz. მინისტრის სამდივნო), do którego zadań należy organizacja spotkań ministra, koordynowanie współpracy ministra z organami mu podległymi, zarządzanie korespondencją ministra, przygotowywanie analiz i prowadzenie badań z zakresu odpowiadającego kompetencjom ministra[4].
- Departament Zasobów Ludzkich (gruz. ადამიანური რესურსების მართვის დეპარტამენტი), do którego zadań należy szkolenie personelu ministerstwa, planowanie i przeprowadzanie zmian na stanowiskach dyplomatycznych w ministerstwie i poza nim, przeprowadzanie konkursów na nieobsadzone stanowiska oraz przeprowadzanie egzaminów dla personelu ministerstwa[5].
- Służba Audytów Wewnętrznych (gruz. შიდა აუდიტის სამსახური) badająca sprawność funkcjonowania i efektywność działań prowadzonych przez ministerstwo[6].
- Departament Protokołu Dyplomatycznego (gruz. დიპლომატიური პროტოკოლის დეპარტამენტი), do którego zadań należy organizowanie wizyt ministrów spraw zagranicznych innych krajów, ich przedstawicieli, ambasadorów oraz przedstawicieli organizacji międzynarodowych, organizacja międzynarodowych konferencji, a także przygotowywanie misji dyplomatycznych Gruzji do innych państw[7].
- Wydział Tajnych Dokumentów (gruz. საიდუმლო საქმისწარმოების სამმართველო) przechowujący i katalogujący utajnione akta i udostępniający je osobom do tego powołanym[1].
- Departament Prasy i Komunikacji (gruz. პრესისა და კომუნიკაციის დეპარტამენტი) przekazujący opinii publicznej informacje związane z pracami ministerstwa i zapewniający wymianę informacji pomiędzy ministerstwem a misjami dyplomatycznymi za granicą[8].

Ministrowi za pośrednictwem jednego z sześciu wiceministrów podlegają:
- Departament Polityczny (gruz. პოლიტიკური დეპარტამენტი) opracowujący plany i strategie działania zgodne z założeniami przyjętymi przez Parlament Gruzji i aktualną sytuacją na arenie międzynarodowej, a także koordynujący działania ministerstwa z ambasadami i misjami dyplomatycznymi za granicą[9].
- Departament Ameryki (gruz. ამერიკის დეპარტამენტი) rozwijający partnerstwo z państwami Ameryki Północnej, Środkowej i Południowej, a także koordynujący działania związane z tamtym regionem[10].
- Departament Polityki Bezpieczeństwa i Integracji Euroatlantyckiej (gruz. უსაფრთხოების პოლიტიკისა და ევროატლანტიკური ინტეგრაციის დეპარტამენტი), do którego zadań należy koordynowanie współpracy z Organizacją Traktatu Północnoatlantyckiego i innymi organizacjami o podobnym profilu[11].
- Departament Azji, Afryki, Australii i Pacyfiku (gruz. აზიის, აფრიკის, ავსტრალიისა და ოკეანეთის ქვეყნების დეპარტამენტი) utrzymujący kontakty z państwami Azji, Afryki i Oceanii oraz Australią[12].
- Departament Relacji z Państwami Sąsiadującymi i Regionem (gruz. მეზობელ ქვეყნებთან და რეგიონებთან ურთიერთობის დეპარტამენტი) utrzymujący kontakty z Rosją, Białorusią oraz państwami Azji Środkowej[13].
- Departament Międzynarodowych Kontaktów Gospodarczych (gruz. საერთაშორისო ეკონომიკურ ურთიერთობათა დეპარტამენტი) nawiązujący relacje międzynarodowe na polu ekonomicznym oraz nadzorujący zawieranie umów gospodarczych z podmiotami zagranicznymi[14].
- Departament Spraw Europejskich (gruz. ვროპულ საქმეთა დეპარტამენტი) utrzymujący kontakty z państwami europejskimi[15].
- Departament Integracji Europejskiej (gruz. ვროინტეგრაციის დეპარტამენტი) koordynujący współpracę Gruzji z Unią Europejską, prowadzący działania zmierzające do ściślejszej integracji Gruzji z państwami Unii Europejskiej oraz organizujący wizyty przedstawicieli Gruzji w instytucjach Unii Europejskiej[16].
- Departament Międzynarodowych Relacji Kulturowych i Humanitarnych (gruz. აერთაშორისო კულტურულ და ჰუმანიტარულ ურთიერთობათა დეპარტამენტი) utrzymujący relacje z innymi państwami na polach kultury, edukacji, nauki i ochrony dziedzictwa historycznego, promujący gruzińską kulturę i dziedzictwo narodowe za granicą oraz koordynujący współpracę z UNESCO[17].
- Departament Prawa Międzynarodowego (gruz. საერთაშორისო სამართლებრივი დეპარტამენტი) prowadzący międzynarodowe negocjacje i zawierający umowy międzynarodowe, przechowujący dokumenty związane z polityką zagraniczną i nadzorujący wprowadzanie w życie postanowień umów międzynarodowych[1].
- Biuro Tłumaczenia Umów Międzynarodowych[1]
- Departament Konsularny (gruz. საკონსულო დეპარტამენტი) nadzorujący pracę urzędów konsularnych[18].
- Departament Administracji (gruz. ადმინისტრაციული დეპარტამენტი) sprawujący pieczę nad budżetem ministerstwa oraz zarządzający jego własnością[19].
- Dział IT (gruz. ინფორმაციული ტექნოლოგიების სამსახური) zapewniający wsparcie techniczne innym organom ministerstwa[20].

## Lista ministrów spraw zagranicznych Gruzji
Źródła:
| Lp.                                                                                    | Zdjęcie                                                           | Imię i nazwisko                                                   | Kadencja                                                          | Kadencja                                                          | Partia                                                            |
| Lp.                                                                                    | Zdjęcie                                                           | Imię i nazwisko                                                   | Początek                                                          | Koniec                                                            | Partia                                                            |
| Ministrowie Spraw Zagranicznych w Demokratycznej Republice Gruzji                      | Ministrowie Spraw Zagranicznych w Demokratycznej Republice Gruzji | Ministrowie Spraw Zagranicznych w Demokratycznej Republice Gruzji | Ministrowie Spraw Zagranicznych w Demokratycznej Republice Gruzji | Ministrowie Spraw Zagranicznych w Demokratycznej Republice Gruzji | Ministrowie Spraw Zagranicznych w Demokratycznej Republice Gruzji |
| -------------------------------------------------------------------------------------- | ----------------------------------------------------------------- | ----------------------------------------------------------------- | ----------------------------------------------------------------- | ----------------------------------------------------------------- | ----------------------------------------------------------------- |
| 1.                                                                                     |                                                                   | Akaki Czchenkeli                                                  | 25 maja 1918                                                      | 1918                                                              | Mienszewicy                                                       |
| 2.                                                                                     |                                                                   | Ewgeni Gegeczkori                                                 | 1918                                                              | 1921                                                              | Mienszewicy                                                       |
| Komisarze Ludowi Spraw Zagranicznych Gruzińskiej Socjalistycznej Republiki Radzieckiej |                                                                   |                                                                   |                                                                   |                                                                   |                                                                   |
| 3.                                                                                     |                                                                   | Aleksandre Swanidze                                               | 1921                                                              | 1923                                                              | Rosyjska Partia Komunistyczna (bolszewików)                       |
| 4.                                                                                     |                                                                   | Georgi Kiknadze                                                   | 1944                                                              | 1946                                                              | Wszechzwiązkowa Komunistyczna Partia (bolszewików)                |
| Ministrowie Spraw Zagranicznych Gruzińskiej Socjalistycznej Republiki Radzieckiej      |                                                                   |                                                                   |                                                                   |                                                                   |                                                                   |
| 5.                                                                                     |                                                                   | Georgi Kiknadze                                                   | 1946                                                              | 1953                                                              | Wszechzwiązkowa Komunistyczna Partia (bolszewików)                |
| 6.                                                                                     |                                                                   | Arczil Gigoszwili                                                 | 1953                                                              | 1954                                                              | Komunistyczna Partia Związku Radzieckiego                         |
| 7.                                                                                     |                                                                   | Mitrofan Kuczawa                                                  | 1954                                                              | 1962                                                              | Komunistyczna Partia Związku Radzieckiego                         |
| 8.                                                                                     |                                                                   | Arczil Gigoszwili                                                 | 1962                                                              | 1969                                                              | Komunistyczna Partia Związku Radzieckiego                         |
| 9.                                                                                     |                                                                   | Georgi Czogowadze                                                 | 1969                                                              | 1970                                                              | Komunistyczna Partia Związku Radzieckiego                         |
| 10.                                                                                    |                                                                   | Rewaz Pruidze                                                     | 1970                                                              | 1970                                                              | Komunistyczna Partia Związku Radzieckiego                         |
| 11.                                                                                    |                                                                   | Szalwa Kiknadze                                                   | 1970                                                              | 1979                                                              | Komunistyczna Partia Związku Radzieckiego                         |
| 12.                                                                                    |                                                                   | Tejmuraz Gordeladze                                               | 1979                                                              | 1981                                                              | Komunistyczna Partia Związku Radzieckiego                         |
| 13.                                                                                    |                                                                   | Giorgi Jawachiszwili                                              | 1985                                                              | 1990                                                              | Komunistyczna Partia Związku Radzieckiego                         |
| 14.                                                                                    |                                                                   | Giorgi Chosztaria                                                 | 26 listopada 1990                                                 | 15 sierpnia 1991                                                  | Komunistyczna Partia Związku Radzieckiego                         |
| Ministrowie Spraw Zagranicznych Gruzji                                                 |                                                                   |                                                                   |                                                                   |                                                                   |                                                                   |
| 15.                                                                                    |                                                                   | Murman Omanidze                                                   | 15 sierpnia 1991                                                  | 31 grudnia 1991                                                   |                                                                   |
| 16.                                                                                    |                                                                   | Aleksandre Czikwaidze                                             | 1 marca 1992                                                      | 21 grudnia 1995                                                   |                                                                   |
| 17.                                                                                    |                                                                   | Irakli Menagariszwili                                             | 15 grudnia 1995                                                   | 29 listopada 2003                                                 | Unia Obywateli Gruzji                                             |
| 18.                                                                                    |                                                                   | Tedo Japaridze                                                    | 30 listopada 2003                                                 | 20 marca 2004                                                     | Zjednoczony Ruch Narodowy                                         |
| 19.                                                                                    |                                                                   | Salome Zurabiszwili                                               | 20 marca 2004                                                     | 19 października 2005                                              |                                                                   |
| 20.                                                                                    |                                                                   | Gela Beżuaszwili                                                  | 19 października 2005                                              | 31 stycznia 2008                                                  | Zjednoczony Ruch Narodowy                                         |
| 21.                                                                                    |                                                                   | Dawit Bakradze                                                    | 31 stycznia 2008                                                  | 5 maja 2008                                                       | Zjednoczony Ruch Narodowy                                         |
| 22.                                                                                    |                                                                   | Ekaterine Tkeszelaszwili                                          | 5 maja 2008                                                       | 6 grudnia 2008                                                    | Zjednoczony Ruch Narodowy                                         |
| 23.                                                                                    |                                                                   | Grigol Waszadze                                                   | 6 grudnia 2008                                                    | 25 października 2012                                              |                                                                   |
| 24.                                                                                    |                                                                   | Maia Pandżikidze                                                  | 25 października 2012                                              | 5 listopada 2014                                                  | Gruzińskie Marzenie                                               |
| 25.                                                                                    |                                                                   | Tamar Beruczaszwili                                               | 11 listopada 2014                                                 | 1 września 2015                                                   |                                                                   |
| 26.                                                                                    |                                                                   | Giorgi Kwirikaszwili                                              | 1 września 2015                                                   | 30 grudnia 2015                                                   | Gruzińskie Marzenie                                               |
| 27.                                                                                    |                                                                   | Micheil Dżanelidze                                                | 30 grudnia 2015                                                   |                                                                   | Gruzińskie Marzenie                                               |